# Baile Chláir
Baile Chláir (in inglese: Claregalway ) è un villaggio Gaeltacht nella contea di Galway, in Irlanda.